# Батын Дорж
}}
Ба́тын Дорж (17 сентября 1914, Алдархаан, Завхан, Монголия — 23 июля 1982) — государственный и военный деятель Монгольской народной республики, генерал армии. Герой МНР.

## Биография
Родился в Монголии в местности Барзан на территории нынешнего сомона Алдархаан аймака Завхан. В 1929—1933 работал сомонным курьером, пожарным, колхозником. В 1935—1936 годах обучался в кавалерийском училище. В 1937 году вступил в Монгольскую народно-революционную партию. Участвовал в Халхин-Гольском конфликте. Окончил в СССР Военную академию им. М. В. Фрунзе (1952) и курсы при Военной академии Генштаба (1970). До 1940 года занимал различные должности от командира взвода до командира кавалерийской дивизии на западной границе, охраняя аймаки Ховд, Говь-Алтай и Баян-Улгий от войск Китайской республики и Оспан-батыра.
В 1940—1948 годы заместитель министра внутренних дел МНР — начальник управления пограничных и внутренних войск. По окончании Военной академии был назначен командиром отдельной кавалерийской бригады. С 1954 года заместитель управляющего акционерным обществом «Совмонголметалл». В 1956—1959 годы министр по делам Народных войск и общественной безопасности МНР, а затем до 1961 года — министр общественной безопасности. В 1961—1968 годы на дипломатической работе, последовательно занимая посты чрезвычайного и полномочного посла МНР в КНДР (1961—1963), ГДР (1963—1966), СФРЮ (1966−1968). С июля 1968 года заместитель министра общественной безопасности — начальник управления пограничных и внутренних войск. С июля 1969 года по 1978 — министр обороны МНР. В 1971 году стал первым в МНР генералом армии. Шесть раз избирался депутатом Великого народного хурала МНР, семь раз — членом ЦК МНРП. С 1978 года и до смерти был председателем комитета заслуженных революционных деятелей ВГХ.

## Награды
Постановлением № 253 Великого народного Хурала в 1974 году генералу Б. Доржу было присвоено звание Героя МНР. Награждён орденами МНР  Сухэ-Батора (дважды), Боевого Красного знамени (дважды), и иностранными орденами: орденом Трудового Красного знамени, орденом Ленина, орденом Красного Знамени, Отечественной войны, югославским орденом Красного знамени, болгарским орденом Красного знамени, чехословацким орденом Красного знамени, медалями. Заслуженный пограничник.

## Память
В 1982 году постановлением № 260 его именем названа 0130-я пограничная застава. Памятники Доржу располагаются в его родном сомоне Алдархаан (Завхан), а также в сомоне Уенч (Ховд).